# Il fratello orientale
Il fratello orientale è un romanzo di Antonio Altomonte, pubblicato nel 1984.

## Storia editoriale
Nel 1984 il libro ha vinto il Premio Selezione Campiello e il Premio Letterario Basilicata.

## Trama
Augusto Valera ha perseguito nella vita l'anonimato e la riservatezza. Scapolo sessantenne, scrittore di gialli, abitante in un residence, si è celato sotto vari pseudonimi e anche il nome Valera è frutto di un anagramma. In buoni rapporti con i due vicini al residence, Angela e il dentista Boltin, un giorno apprende che entrambi lo hanno visto in luoghi diversi, dai quali non avrebbe potuto tornare così presto a casa. I tre concludono che Valera abbia un sosia e Angela lo convince a cercare questo sosia, trascinando Augusto per alberghi e caffè. In queste circostanze, Angela fa conoscere a Augusto un amico, chiamato semplicemente Mohamed, appartenente al corpo diplomatico di un Paese del Medio Oriente.
Nel frattempo Boltin ha saputo che Valera ha frequenti rialzi febbrili e gli consiglia un medico, ma per intanto lo invita con Angela in un allevamento di cavalli che possiede in zona degli altipiani. Valera si sente assai bene e la domenica arriva anche Angela con l'unica figlia, una ventiquattrenne di nome Enrica. Anche Boltin ha un figlio ed è separato dalla moglie; il ragazzo si chiama Plinio, ha 22 anni e fa parte di una comunità religiosa, mentre Enrica, dopo un matrimonio fallito, vive separata dal marito e dal suo bimbo, non avendo mezzi economici propri. In questo clima, si instaura una sorta di ménage, destinato a durare anche al ritorno e a comprendervi Mohamed.
Ma la faccenda del sosia è destinata ad esiti imprevisti: qualche giorno dopo, Enrica contatta Valera e gli chiede del denaro in cambio di una preziosa informazione. La spontanea simpatia e gentilezza di Valera verso la giovane fa sì che egli non indaghi sul bisogno di denaro. Enrica gli comunica che Mohamed lo fa sorvegliare perché, molto somigliante a un fuoriuscito del suo Paese, vuole proteggerlo da attacchi di avversari politici. Strana e nebulosa, la storia viene confermata a Valera da Mohamed (che finge di non sapere di Enrica, mentre invece intrattiene rapporti amorosi con lei, come con la madre). Lo scopo di questo piano protettivo si spiega con il fatto che Mohamed, un tempo perseguitato e ridotto a lunghe prigionie, ora con la fazione al potere mira ad un'alleanza con l'avversario, e Valera, controfigura per caso, deve essere ben tutelato.
D'improvviso Valera si aggrava e lo trova Enrica, al risveglio da un delirio. La ragazza chiede ancora soldi e confida altri particolari. Gli uomini di Mohamed sono dietro la porta a fare buona guardia, ma possibile che lui in persona sia così prezioso? Angela, Boltin e Mohamed vengono a vederlo in continuazione, gli tengono compagnia, attendono una pausa del suo male. Finché una sera è Plinio a chiamarlo in soccorso a Enrica: ha trovato la giovane in preda a un'overdose e insieme la portano a casa sua. Plinio resta a soccorrerla e Valera torna al residence. Qui ha una ricaduta e, dopo giorni di quasi incoscienza, si rende conto che tante cose sono mutate.
C'è un'infermiera ad assisterlo. C'è Angela, ma non sembra lei. C'è Mohamed che lo mette al corrente della tragedia di Enrica: suicida a ventiquattro anni. C'è il dottore, ci sono gli uomini di guardia, Mohamed lo ammette e li fa incontrare. Ma Augusto, che ama Angela e ha amato Enrica, comincia a vedere le cose in altro modo e concepisce un piano per vendicare le due donne, l'una morta, l'altra due volte spezzata, perché il legame con Mohamed non può dare affidamento e Angela ha interrotto la relazione, pur avendolo sempre in casa. Le è indifferente. E, a modo suo, corrisponde all'amore non dichiarato di Valera.
Dagli uomini di guardia, Valera riesce a procurarsi una pistola che tiene sempre con sé. Il suo male va e viene, a volte può anche uscire, ma in fondo attende la fine. Chiede a Mohamed di farlo incontrare con il sosia e Mohamed accetta. Quando i due sono l'uno di fronte all'altro, basta il tono di poche parole perché Valera capisca quanto è stato strumentalizzato: egli, Valera, veniva esposto in luogo del prezioso uomo che sta per rientrare in Patria trionfante. Egli, Valera, veniva additato come il vero politico medioorientale, mentre questi se ne stava sicuro a Parigi. E Valera non esita: estrae la pistola e spara tre colpi al sosia, uccidendolo. Poi si chiede se avrà un futuro e se questo sarà in carcere.

## Edizioni
- Antonio Altomonte, Il fratello orientale, Rusconi, Milano 1984